# 村井かずさ
村井 かずさ（むらい かずさ、1975年12月28日 - ）は、日本の女性声優、ナレーター。愛知県名古屋市出身。東京俳優生活協同組合所属。旧芸名および本名は村井 毎早（読み同じ）。

## 略歴
聖心女子大学卒業。
同人舎プロダクションを経て東京俳優生活協同組合所属。

## 人物・エピソード
声種はメゾソプラノ。免許・資格は普通自動車免許、英検2級、国際スキー技術検定セミシルバー。PADIアドバンスドオープンウォーターダイバー。
趣味・スポーツは水泳。
2003年に高野直子とのユニット「Waffle☆ら・めーる」を結成。コナミからCDを発売した。
交友のある声優として城雅子がおり、プライベートでは一緒に飲みに行くこともある。

## 出演
太字はメインキャラクター。

### テレビアニメ
時期不明
- それいけ!アンパンマン（ユキダルマン〈3代目〉）

1996年
- バーチャファイター（女B）

1997年
- CLAMP学園探偵団（女生徒E、女子学生D、美術部員E 他）
- スーパーフィッシング グランダー武蔵（1997年 - 1998年、女の子、チュエット、チャン・メイメイ） - 2シリーズ
- ネクスト戦記EHRGEIZ（ウェイトレス）
- マッハGoGoGo（風見舞）
- 烈火の炎（魅空）

1998年
- デビルマンレディー（滝浦和美）
- 南海奇皇（一川穂波、時未）
- 名探偵コナン（山田智子）

1999年
- GTO（横山美月、女子、女子生徒）
- 週刊ストーリーランド（マネージャー）
- セラフィムコール（千裕）
- ∀ガンダム（少女A）
- Bビーダマン爆外伝V（ザマスボン）
- 魔法使いTai!（沢野口早紀）

2000年
- 妖しのセレス（秋山久美）
- 金田一少年の事件簿（国枝真紀）
- だぁ!だぁ!だぁ!（ゆかり）
- デジモンアドベンチャー02（本宮ジュン）
- とっとこハム太郎（2000年 - 2013年、リボンちゃん、モモちゃんの母親、キョウコママ） - 4シリーズ
- BOYS BE…（新田千春）

2001年
- 機動天使エンジェリックレイヤー（まりあ）
- 鋼鉄天使くるみ2式（生徒、女術者）
- 超GALS!寿蘭（美由の母、空港アナウンス）
- スターオーシャンEX（主婦B）
- Z.O.E Dolores, i（オペレーター）
- 逮捕しちゃうぞ SECOND SEASON（蓮見由香）
- ポケットモンスタークリスタル ライコウ雷の伝説（マリナ）

2002年
- アクエリアンエイジ Sign for Evolution（社員）
- 奇鋼仙女ロウラン（天道優）
- 灰羽連盟（ネム）
- PIANO（篠原、大山）
- フルメタル・パニック!（2002年 - 2005年、スチュワーデス、グレイ、碧川祥子、ダーナ） - 3シリーズ
- ラーゼフォン（看護婦）
- わがまま☆フェアリー ミルモでポン! シリーズ（ヤマネ、サブロー、楓ママ、白鳥アイ、モグ、チャイ、アナウンサー、ハナナ、観客C）

2003年
- 藍より青し〜縁〜（女教師）
- E'S OTHERWISE（女性スタッフA）
- おもいっきり科学アドベンチャー そーなんだ!（ミオ）
- コロッケ!（ポー、パセリ、コッコ、デニッシュ）
- 探偵学園Q（細江幸子）

2004年
- アガサ・クリスティーの名探偵ポワロとマープル（グラディス）
- 北へ。〜Diamond Dust Drops〜（レナポン）
- 絢爛舞踏祭 ザ・マーズ・デイブレイク（ロゼッタ）
- モンキーターン（波多野はづき） - 2シリーズ

2005年
- 英國戀物語エマ（2005年 - 2007年、アリス、ページボーイ） - 2シリーズ
- 銀盤カレイドスコープ（至藤響子）
- SHUFFLE!（芙蓉紅葉）
- MÄR-メルヘヴン-（女性店員）

2006年
- 新星輝デュエル・マスターズ フラッシュ（夢実陽花、ボス）
- ゼーガペイン（イゾラ）
- バーテンダー（加奈子）
- パンプキン・シザーズ（ロゼッタ）

2007年
- おおきく振りかぶって（2007年 - 2010年、巣山英子、清水） - 2シリーズ
- かみちゃまかりん（李美永）
- 機神大戦ギガンティック・フォーミュラ（湯上谷由美香）
- 鋼鉄神ジーグ（司馬菊江）
- しゅごキャラ!（2007年 - 2009年、日奈森みどり、智沙、水谷ひなこ、キラン） - 3シリーズ
- ハヤテのごとく!（ハヤテ母）
- 流星のロックマン（ケフェウス）

2008年
- きらりん☆レボリューション（高出ネイ子）
- シゴフミ（愛澤キレイ）

2009年
- 極上!!めちゃモテ委員長（編集者）

2010年
- おとめ妖怪 ざくろ（総角千代子）
- ひめチェン!おとぎちっくアイドル リルぷりっ（美々子ママ）
- ヨスガノソラ（一葉の母）

2011年
- 星空へ架かる橋（円佳の母）

2012年
- ファイ・ブレイン 神のパズル（2012年 - 2014年 - 大門シズカ） - 2シリーズ
- ブラック★ロックシューター（マトの母）

2018年
- フルメタル・パニック! Invisible Victory（ダーナ）

2020年
- ヒーリングっど♥プリキュア（2020年 - 2021年、花寺やすこ）

### 劇場アニメ
2000年
- 機動戦士ガンダム 特別版（少年）
- 人狼 JIN-ROH

2001年
- カウボーイビバップ 天国の扉（ライリー記者）
- 劇場版 とっとこハム太郎 ハムハムランド大冒険（リボンちゃん）

2002年
- 劇場版 とっとこハム太郎 ハムハムハムージャ! 幻のプリンセス（リボンちゃん）
- 名探偵コナン ベイカー街の亡霊（リポーター）

2003年
- 劇場版 とっとこハム太郎 ハムハムグランプリン オーロラ谷の奇跡 リボンちゃん危機一髪!（リボンちゃん）

2004年
- 劇場版 とっとこハム太郎 はむはむぱらだいちゅ! ハム太郎とふしぎのオニの絵本塔（リボンちゃん）

2007年
- ヱヴァンゲリヲン新劇場版:序

2016年
- ゼーガペインADP（イゾラ）

2020年
- 映画 プリキュアミラクルリープ みんなとの不思議な1日（花寺やすこ）

2021年
- 映画 ヒーリングっど♥プリキュア ゆめのまちでキュン!っとGoGo!大変身!!（花寺やすこ）

2024年
- ゼーガペインSTA（イゾラ）

### OVA
1996年
- 同級生2Special 卒業生（鳴沢唯）

1997年
- AIKa（ブラック）

1998年
- ジオブリーダーズ（美女化け猫）
- 鉄拳 -TEKKEN-（オペレーター4）

2001年
- 鋼鉄天使くるみ零（鋼鉄天使）

2002年
- ハム太郎のおたんじょうび 〜ママをたずねて三千てちてち〜（リボンちゃん）

2003年
- ハムちゃんずの宝さがし大作戦 〜はむはー! すてきな海のなつやすみ〜（リボンちゃん）

2004年
- ハムちゃんずと虹の国の王子さま 〜せかいでいちばんのたからもの〜（リボンちゃん）
- ハムちゃんずのめざせ! ハムハム金メダル 〜はしれ! はしれ! だいさくせん!〜（リボンちゃん）

2007年
- EVOLVE../12 RMS-099 RICK-DIAS（女）

2009年
- ブラック★ロックシューター

### Webアニメ
- 魔法遊戯（2001年、ミュミュ・ピステリカ）

### ゲーム
1998年
- ずっといっしょ（桑原いずみ）

1999年
- ライジング ザン ザ・サムライガンマン
- ときめきメモリアル2（八重花桜梨）

2000年
- 007 トゥモロー・ネバー・ダイ（ウェイ・リン）プレイステーション版
- 麻雀やろうぜ!2（深森遊輝）

2001年
- エクソダスギルティー ネオス（ウィンディ）
- 機動天使エンジェリックレイヤー みさきと夢の天使達（柴田まりあ）
- トゥルーラブストーリー3（柳瀬里佳）
- ドキドキプリティリーグ Lovely Star（ペリカン連れの少女）
- ときめきメモリアル2 対戦ぱずるだま（八重花桜梨）
- メダロット5 すすたけ村の転校生（ヤマト、コノハ）
- リリーのアトリエ 〜ザールブルグの錬金術士3〜（カリン・ファブリック）

2002年
- ゼロヨンチャンプシリーズ ドリフトチャンプ（松原綾乃）

2003年
- コロッケ!2 闇のバンクとバン女王（ポー）
- コロッケ!3 グラニュー王国の謎（ポー）
- わがまま☆フェアリー ミルモでポン! 対戦まほうだま（サブロー）
- わがまま☆フェアリー ミルモでポン! ミルモの魔法学校ものがたり（サブロー）

2004年
- コロッケ!Great 時空の冒険者（ポー）
- とっとこハム太郎 𝄞ハムハムおんがくぱらだいちゅ!（リボンちゃん）

2005年
- コロッケ!DS 天空の勇者たち（ポー）
- わがまま☆フェアリー ミルモでポン! どきどきメモリアルパニック（ヤマネ、サブロー）

2006年
- ゼーガペイン XOR（イゾラ）

2013年
- 幻獣姫（フレイ）

2015年
- ファイアーエムブレムif（リリス、カシータ）

2018年
- フルメタル・パニック！ 戦うフー・デアーズ・ウィンズ（通信士官）

2019年
- ファイアーエムブレム ヒーローズ（2019年 - 2024年、ティト、リリス）

### ドラマCD
- Weiß kreuz Wish A Dream collection II A four-leaf clover（看護婦）
- ストリートファイターZERO3 ドラマアルバム（千歳ケイ）

### 吹き替え

#### 映画
- 逢いたくてヴェニス（ローザ〈パメラ・マルクアッド〉）
- あなたは遠いところに（サニー〈スエ〉）
- アメリカン・パイ（ナディア〈シャノン・エリザベス〉）
- アメリカン・サマー・ストーリー（ナディア〈シャノン・エリザベス〉）
- アメリカン・パイパイパイ!完結編 俺たちの同騒会
- 暗殺の瞬間
- WISHMASTER スーペリア（モーガナ〈ホリー・フィールズ〉）
- ヴィレッジ（キティ〈ジュディ・グリア〉）
- 英雄 国姓爺合戦（薛良〈ジアン・チンチン〉）
- エアポート2001
- エンバイロン（キム）
- オースティン・パワーズ
- オータム・イン・ニューヨーク
- 君のいた永遠
- 宮女 クンニョ（チョンリョン〈パク・チニ〉）
- クラッシャー2029
- クラッシュポイント・ゼロ
- ケイブ・イン
- 氷の接吻 ※ソフト版
- ゴッド・ギャンブラー レジェンド（レインボー〈キミー・トン〉）
- コンフェッション（デビー〈マギー・ギレンホール〉）
- ザ・グリード ※ソフト版
- シャドー・ウォリアーズII 地獄の化学兵器
- シャンドライの恋
- 少林寺（パイ〈ティン・ナン〉）※DVD版
- 少林寺2（二鳳〈ティン・ナン〉）※DVD版
- スウィート ヒアアフター
- スコーピオン・キング4（ヴァリーナ〈エレン・ホルマン〉）
- スリル ジェットコースター爆破計画
- タイムトラベラー きのうから来た恋人（イヴ・ヴァスティコフ〈アリシア・シルヴァーストーン〉）※DVD版
- 追撃者（オードリー）※DVD・ビデオ版
- 天上の剣 The Legend of ZU（弧月大師〈セシリア・チャン〉、李英奇〈セシリア・チャン〉）
- ドニー・イェン COOL
- トム・ヤム・クン!（プラ）
- ドリームキャッチャー
- 夏物語（ソ・ジョンイン〈スエ〉）
- ニコラスの贈りもの（アレッサンドラ）※VHS版
- ハイウェイマン（モリー〈ローナ・ミトラ〉）※DVD版
- バレンタイン（シェリー・フィッシャー〈キャサリン・ハイグル〉）
- 氷雨（クォン・サンヒ）
- ビハインド・ザ・サン（クララ）
- フィオナが恋していた頃
- ホワイトクラッシュ（ケナラック〈アナベラ・ピアガタック〉）
- マッハ!!!!!!!!
- マグノリア（クローディア〈メローラ・ウォルターズ〉）
- ラッシュアワー（ウエイトレス）
- REC/レック3 ジェネシス（クララ）
- ワタシにキメテ（パトリシア〈ジャシー・ベラスケス〉）

#### ドラマ
- 赤と黒（チェ・ソニョン）※NHK版
- ER緊急救命室
  - シーズンIII #5（ミイラ〈G・ルロワ・グレイ〉）、#9（少年）
  - シーズンV #15（JJ〈サラ・ゴッドショー〉）
  - シーズンVI #5（クイン〈ブルック・ブルーム〉）
  - シーズンVII #17（エミリー・ペロー〈ジェイミー・レネー・スミス〉）
  - シーズンIX #9（ロミー〈ジャーニー・スモレット〉）
  - シーズンXIII - XV（スリ〈ナシム・ペドラド〉）
- イップ・マン（ジェニー〈クリッシー・チャウ〉）
- 運命の7秒（ケイジェイ〈クレア=ホープ・アシティ〉）
- 王の後宮（邵清姿〈ルー・イー〉）
- カムバック マドンナ〜私は伝説だ（ヤン・アルム）
- GRIMM/グリム（ロザリー）
- 賢后 衛子夫（平陽公主〈ニキ・チョウ〉[12]）
- 孔子（顔徴在〈ソン・ジア〉）
- コールドケース6（若いグロリア）
- コールドケース7 ザ・ファイナル（ミーシャ・サリヴァン）
- ザ・ソプラノズ 哀愁のマフィア
- CSI:3 科学捜査班（ハーバー）
- CSI:マイアミ7 #2
- トゥルー・コーリングシリーズ（リンジー〈A・J・クック〉）
- ビバリーヒルズ青春白書（クリシー）

#### アニメ
- トータリー・スパイズ!（クローバー）
- バーバリアン・デイブ（キャンディ）

### ナレーション
- 愛・地球博「NEDOパビリオンプレショー」
- アインシュタインの眼
- アジア新世代研究所
- NHK高校講座 ベーシック10 国語
- 世界新体操 モンペリエ2011
- 世界プチくら!
- 世界ふれあい街歩き
- テレメンタリー2007
- ドラマWoman最終回を見るためにSP
- 日曜フォーラム 温暖化対策 家庭の省エネを考える
- BS世界のドキュメンタリー
- プチマリッジ
- 舞の海の旅はちゃんこで
- 摩訶!ジョーシキの穴
- 真夜中のクレオパトラ
- ミュージックステーション（テレビ朝日系列全国ネット）
- ミニステ（同上）
- わが家の「地デジ」奮闘記
- 笑×演

### ボイスオーバー
- 世界で一番美しい瞬間

### CM
- 横浜銀行 ラジオCM

## ディスコグラフィ

### その他参加楽曲
| 発売日         | タイトル                                      | 名義              | 楽曲                                             | 備考 |
| -------------- | --------------------------------------------- | ----------------- | ------------------------------------------------ | ---- |
| 2003年12月27日 | Waffle☆ら・めーる〜「ら・めーる」へようこそ〜 | 村井かずさ        | 「スウィーテスト・サンセット」                   |      |
| 2003年12月27日 | Waffle☆ら・めーる〜「ら・めーる」へようこそ〜 | Waffle☆ら・めーる | 「ら・めーるへようこそ♪」 「それじゃだめーる！」 |      |

### キャラクターソング
| 発売日   | 商品名                                            | 歌                                                                     | 楽曲                       | 備考                                                                                         |
| 1999年   | 1999年                                            | 1999年                                                                 | 1999年                     | 1999年                                                                                       |
| -------- | ------------------------------------------------- | ---------------------------------------------------------------------- | -------------------------- | -------------------------------------------------------------------------------------------- |
| 12月23日 | ときめきメモリアル2 ボーカルトラックス            | 八重花桜梨（村井かずさ）                                               | 「桜樹のささやき」         | ゲーム『ときめきメモリアル2』関連曲                                                          |
| 2000年   |                                                   |                                                                        |                            |                                                                                              |
| 5月10日  | ときめきメモリアル2 ボーカルトラックス2           | 八重花桜梨（村井かずさ）                                               | 「月夜の仔猫」             | ゲーム『ときめきメモリアル2』関連曲                                                          |
| 10月4日  | ときめきメモリアル2 Blooming Stories 2 八重花桜梨 | 八重花桜梨（村井かずさ）                                               | 「星空の夜に」             | ゲーム『ときめきメモリアル2 Substories Dancing Summer Vacation』八重花桜梨エンディングテーマ |
| 10月4日  | ときめきメモリアル2 Blooming Stories 2 八重花桜梨 | 八重花桜梨（村井かずさ）                                               | 「光る波」 「春のフリル」  | ゲーム『ときめきメモリアル2 Substories Dancing Summer Vacation』関連曲                       |
| 2001年   |                                                   |                                                                        |                            |                                                                                              |
| 3月21日  | ときめきメモリアル2 ボーカルトラックス3           | 八重花桜梨（村井かずさ）、白雪美帆（橘ひかり）、佐倉楓子（前田千亜紀） | 「あなたと会えた時から」   | ゲーム『ときめきメモリアル2』関連曲                                                          |
| 3月21日  | ときめきメモリアル2 ボーカルトラックス3           | 八重花桜梨（村井かずさ）                                               | 「蒼い鳥」                 | ゲーム『ときめきメモリアル2』関連曲                                                          |
| 8月29日  | ときめきメモリアル2 ボーカルトラックス4           | 八重花桜梨（村井かずさ）                                               | 「Steppin' to love」       | ゲーム『ときめきメモリアル2』関連曲                                                          |
| 11月7日  | トゥルーラブストーリー3 ボーカルコレクション      | 柳瀬里佳（村井かずさ）                                                 | 「STAND BY ME」            | ゲーム『トゥルーラブストーリー3』関連曲                                                      |
| 2002年   |                                                   |                                                                        |                            |                                                                                              |
| 5月22日  | ときめきメモリアル2 ボーカルトラックス5           | 八重花桜梨（村井かずさ）                                               | 「こっちをむいて」         | ゲーム『ときめきメモリアル2』関連曲                                                          |
| 5月22日  | ときめきメモリアル2 ボーカルトラックス5           | Hibikino Happy Bells                                                   | 「Ringings go on forever」 | ゲーム『ときめきメモリアル2』関連曲                                                          |

### ユニットメンバー
1. ↑  高野直子、村井かずさ
2. ↑  田村ゆかり、前田千亜紀、くまいもとこ、高野直子、橘ひかり、小菅真美、山田美穂、村井かずさ、野村真弓、本井えみ、鳥井美沙、野田順子